# M86 (Hongarije)
De Autóút M86 Is een deels in aanbouw zijnde en deels opgeleverde 4-baans autoweg (expresweg). Het wordt een autoweg van 115 kilometer tussen de M1 en de deels opgeleverde M9.
Het traject van de autoweg loopt in de toekomst vanaf het knooppunt met de M1 bij Mosonmagyarovar en gaat daarover in de M15 die naar de grens met Slowakije loopt, nabij Bratislava en eindigt nabij Szombathely, waar een knooppunt wordt aangelegd met de M9. 
De eerste 17,56 km van het traject tussen Szombathely en Vát is met tussenposen tussen 2010 en juli 2014 opengesteld.
Medio 2015 volgen de trajecten Szeleste-Hegyfalu (nabij Vát) (dit traject zou worden opgeleverd in oktober 2015) Het 7,5 kilometer is eerder opgeleverd en in gebruik genomen op 14 september 2015.Daarnaast is het traject Csorna-Zuid - Csorna-Noord en het Knooppunt met de M85 (nabij Csorna-oost).Ook vervroegd geopend op 9 september 2015.
Het resterende traject tussen Hegyfalu - Csorna-Zuid volgt in 2016. In 2016 is het 50 kilometer lange traject tussen Szombathely en Csorna voltooid. Het traject tussen Csorna en Mosonmagyarovar van de resterende 65 kilometer volgt later, de exacte datum is nog niet bekend. 
M0 ·
M1 ·
M2 ·
M3 ·
M4 ·
M5 ·
M6 ·
M7 ·
M8 ·
M9 ·
M15 ·
M19 ·
M25 ·
M30 ·
M31 ·
M35 ·
M43 ·
M44·
M51 ·
M60 ·
M70·
M76·
M80·
M85·
M86